# Александрино (Владимирская область)
Александрино — деревня в Меленковском районе Владимирской области России, входит в состав Денятинского сельского поселения.

## География
Деревня расположена в 3 км на север от центра поселения села Денятино и в 22 км на север от города Меленки, в 2 км от остановочного пункта Левино на ж/д линии Черусти — Муром.

## История
В конце XIX — начале XX века деревня входила в состав Папулинской волости Меленковского уезда, с 1926 года — в составе Муромского уезда. В 1859 году в деревне числилось 10 дворов, в 1905 году — 45 дворов, в 1926 году — 73 двора.
С 1929 года деревня являлась центром Александринского сельсовета Меленковского района, с 1940 года — в составе Денятинского сельсовета, с 1954 года — в составе Левинского сельсовета, с 2005 года — в составе Денятинского сельского поселения. 

## Население
| 1859 | 1905 | 1926 | 2002 | 2010 | 2021 |
| ---- | ---- | ---- | ---- | ---- | ---- |
| 107  | ↗305 | ↗397 | ↘87  | ↘62  | ↘44  |